# Place-d’Armes
Place-d'Armes – stacja metra w Montrealu, na linii pomarańczowa. Obsługiwana przez Société de transport de Montréal (STM). Znajduje się w Vieux-Montréal, w dzielnicy Ville-Marie.